# Lindencrone
(de) Lindencrone er en uddød dansk adelsslægt tilhørende brev- og lavadelen.
Slægten Lindrup eller Lintrup stammer fra Malle Sogn, Lendrup ved Løgstør. Som dens stamforældre nævnes gårdfæster Christen Jensen og Anna Nielsdatter. Deres søn var Jens Christensen Lendrup (ca. 1668 – 1716 i Løgstør, 48 år, begravet 26. april fra Løgsted Kirke), handlende og agerdyrkende borger i byen, gift 1697 med Anne Povelsdatter. De havde i alt 7 børn, hvoriblandt Christen Jensen Lintrup.
Godsejeren Christen Lintrup (1703-1772) blev i 1756 optaget i adelstanden med navnet Lindencrone og følgende våben: Våben firdelt; i 1. og 4. felt 2 krydslagte lindegrene under en krone i sølv; 2. og 3. skrådelt fra venstre af guld og blåt, deri en oprejst løve af modsat farve; på den kronede hjelm et blåt tårn mellem 2 sølv vinger; skjoldholdere: En guld løve og en sort grif, begge tilbageseende.
Christen Lindencrone var gift med Mette Holmsted, datter af borgmester i København Frederik Holmsted. Han lod det stadig eksisterende Lindencrones Palæ opføre i København af kridtsten fra sine besiddelser på Møn. Han oprettede under 29. juli 1763 af hovedgården Gjorslev med tilhørende kirker, tiender, møller og gods et stamhus under samme navn som hovedgården. Sædegårdene Søholm og Erikstrup skulle følge med stamhuset, men "ey anderledes betragtes end som Allodial-Godser". Dette stamhus blev oprettet for erectors aldste søn, Johan Frederik de Lindencrone (1746-1817) , hans livsarvinger og descendenter af den mandlige og den kvindelige linje. Om successionen bestemtes, at den sker secundum ordinem gradus, en linje efter den anden, dog således, at sønnerne gå foran døtrene, broderen foran søsteren, den ældre for den yngre, og stamhusbesidderens afkom i den lige nedstigende linje frem for de øvrige descendenter i samme linje. Skulle den lige nedstigende og sidelinjerne uddø, tilfalder stamhuset den nærmeste i byrd og blod, først på sværd- og dernæst på spindesiden i samme orden, som ovenfor er meldt. Eventuelt udnævner kongen en successor.
Ifølge bevilling af 17. juni 1791 solgtes stamgodset 1. februar 1791 (til etatsråd Jacob Brønnum Scavenius) for 200.000 Rdl. Denne kapital trådte i stedet for stamgodset med tilhørende og kaldes det Lindencroneske Fideikommis. 
Johan Frederik Lindencrone var gift med Bolette Marie Harboe, datter af biskop Ludvig Harboe. Kun en datter overlevede Lindencrone, så han blev slægtens sidste mand. Hans datter Mette Louise Christiane Frederikke de Lindencrone (1778-1853) blev gift 26. maj 1797 med Johan Henrik Hegermann (1765-1849), kammerherre, generalløjtnant, som ved resolution af 2. maj 1818 adledes under navnet Hegermann-Lindencrone (se Hegermann). Denne slægt lever endnu.
Selvom slægten er uddød, lever navnet videre, idet det bl.a. er advokat Lars Lindencrone Petersens mellemnavn.

## Populærkultur
Forfatteren Adam Price brugte efternavnet til karakteren Anne-Sofie Lindencrone i tv-serien Borgen. Figuren, som er modelleret over Pernille Rosenkrantz-Theil, er en tidligere autonom med adelig baggrund, der er leder af venstrefløjspartiet Solidarisk Samling.